# 1960年夏季奥林匹克运动会伊拉克代表团
1960年夏季奥林匹克运动会伊拉克代表团是伊拉克派出的1960年夏季奥林匹克运动会代表团。